# François Popineau
François Émile Popineau (* 2. Oktober 1887 in Saint-Amand-Montrond, Frankreich; † 29. März 1951 in Paris, Frankreich) war ein französischer Bildhauer.

## Leben

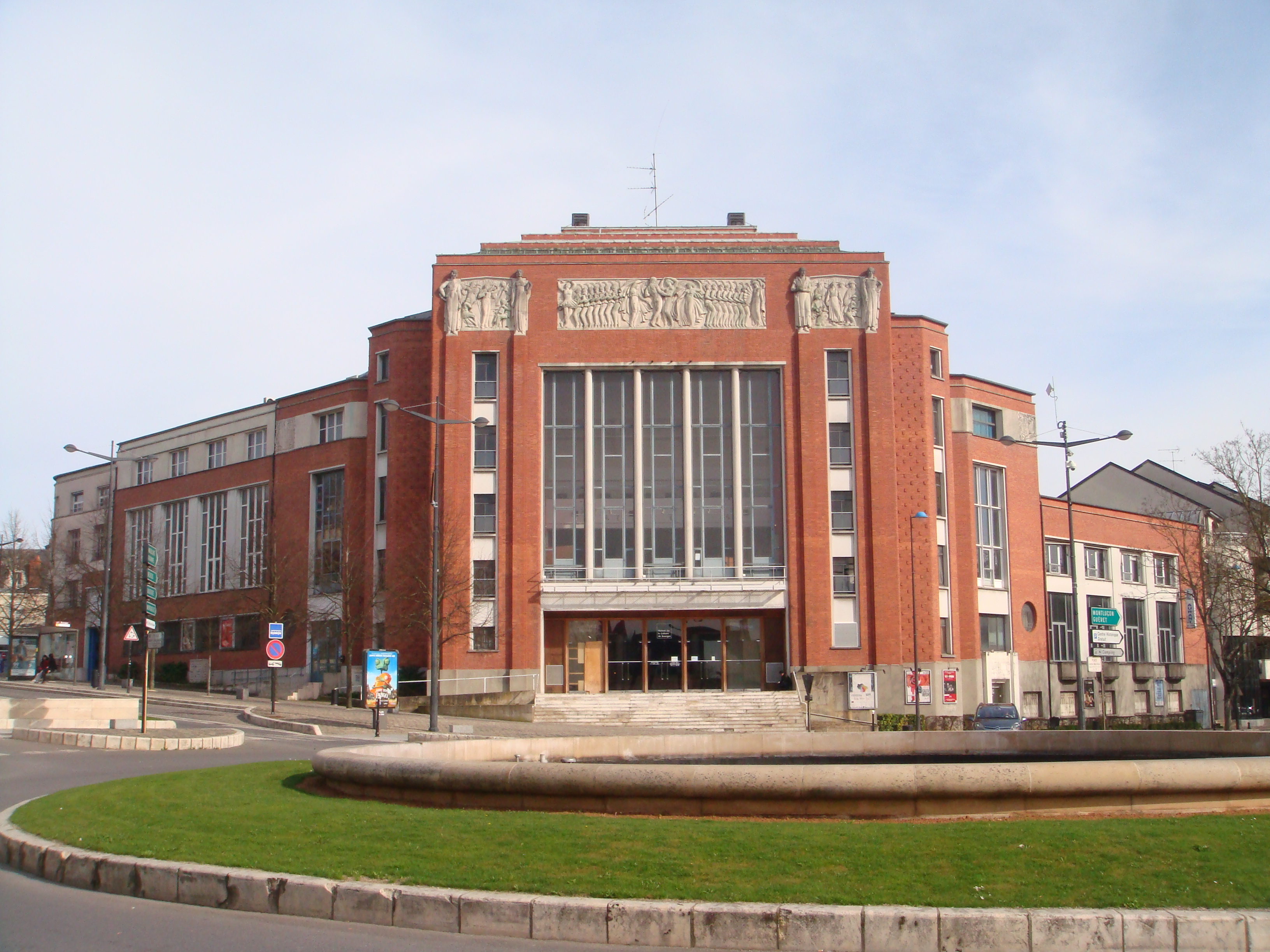
La maison de la culture, Bourges. Das mittlere Flachrelief von Popineau am oberen Teil der Fassade hat Musik und Tanz zum Thema. Die Reliefs zur Rechten und zur Linken stammen von dem Bildhauer Louis Thébault.

Popineau verbrachte seine Kindheit und Jugend in der Region Boischaut, wo er sich in jungen Jahren bereits der Kunst zuwandte. Er studierte Kunst in Paris und war dort als Bildhauer tätig. Bald darauf nahm er am Ersten Weltkrieg teil. Nach seiner Rückkehr nahm er seine Tätigkeit als Bildhauer wieder auf und lehrte zusätzlich an der École des Beaux-Arts am Place Cujas in Bourges, später auch in Rouen.
François Popineau stellte seine Arbeiten auf den Salons der Société nationale des beaux-arts, Société du Salon d’Automne, Société des Artistes Indépendants und dem Salon des Tuileries aus. 1924 bewilligte ihm das Conseil Supérieur des Beaux Arts ein Reisestipendium. Auf der Exposition internationale des Arts Décoratifs et industriels modernes gewann er 1925 eine Goldmedaille. 1927 erhielt er den von der Société nationale des beaux-arts vergebenen Prix Puvis de Chavannes für seine Statue La Baigneuse (‚Die Badende‘).
Popineau fertigte Kriegsgedenkstätten und Statuen für öffentliche Parks im Stil des Neoklassizismus, besonders für die Stadt Bourges. 1945 schuf er dort ein Monument im Gedenken an die französische Widerstandsbewegung während des Zweiten Weltkriegs.
Popineau gehörte der von dem Éditeur d’art (Kunstverleger) Arthur Goldscheider in den 1920er Jahren gegründeten Künstlergruppe La Stèle an. Seine Arbeiten im Rahmen dieser Gruppe werden dem Art déco zugerechnet.

## Werke (Auswahl)

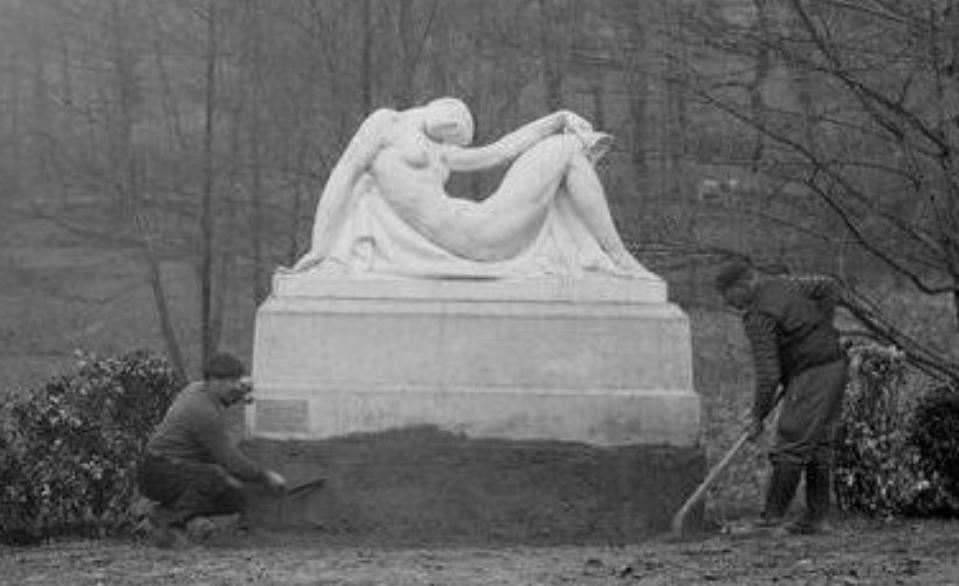
La Bacchante à Bagnères in Bagnères-de-Bigorre, 1934.

- La femme à la carpe von 1948, Jardin des Prés-Fichaux, Bourges
- Diane Surprise, Musée du Berry, Bourges
- Fresko am Maison de la Culture, Bourges
- Monument aux morts de la Grande Guerre, Place Verdun, Bourges
- La France rompant ses chaînes, Place du 8 Mai 45, Bourges
- La Bacchante, Bagnères-de-Bigorre
- La Jouvence, Bagnères-de-Bigorre
- Femme à la coupe
- Büste des Bildhauers Jean Baffier
- Buste de femme
- Messaouda
- Eva